# Mimela cupricollis
Mimela cupricollis är en skalbaggsart som beskrevs av Ohaus 1908. Mimela cupricollis ingår i släktet Mimela och familjen Rutelidae. Inga underarter finns listade i Catalogue of Life.